# Забелино (Новодугинский район)
Забелино — деревня в Новодугинском районе Смоленской области России. Входит в состав Капустинского сельского поселения. Население — 0 жителя (2016 год). 
Расположена в северо-восточной части области в 18 км к юго-востоку от Новодугино, в 9 км восточнее автодороги Р134 «Старая Смоленская дорога» Смоленск — Дорогобуж — Вязьма — Зубцов, на берегу реки Чижовка. В 7 км северо-западнее деревни расположена железнодорожная станция Александрино на линии Вязьма — Ржев.

## История
В годы Великой Отечественной войны деревня была оккупирована гитлеровскими войсками в октябре 1941 года, освобождена в марте 1943 года.